# 이공삼칠
이공삼칠은 한국에서 제작된 모홍진 감독의 2022년 가족, 드라마 영화이다. 홍예지 등이 주연으로 출연하였다.

## 출연

### 주연
- 홍예지
- 김지영
- 김미화
- 황석정
- 전소민
- 정인기